# مزرعه شهید مطهری
مزرعه شهید مطهری یک منطقهٔ مسکونی در ایران است که در دهستان آهودشت واقع شده‌است. مزرعه شهید مطهری ۴۱۳ نفر جمعیت دارد.